# Penthophlebia subapicata
Penthophlebia subapicata är en fjärilsart som beskrevs av W. Warren 1905. Penthophlebia subapicata ingår i släktet Penthophlebia och familjen mätare. Inga underarter finns listade i Catalogue of Life.